# Ta'izz
Ta'izz of Taiz (تعز) is een stad in Jemen, vlak bij de beroemde Rode Zee-haven van Mokka. De stad ligt 1400 meter boven zeeniveau, heeft ongeveer 460.000 inwoners. Ta'izz is de hoofdstad van het gelijknamige gouvernement.

## Algemene informatie
De stad heeft veel oude bouwwerken, met huizen die doorgaans gemaakt zijn van bruine bakstenen en moskeeën van witte steen. Bekend zijn vooral de Ashrafiya-, Muctabiya- en Mudhaffar-moskeeën. Daarnaast heeft de stad een oude joodse Sharab. Ta'izz heeft veel wegverbindingen met andere delen van Jemen. De stad heeft tevens een vliegveld, de Internationale Luchthaven Ta'izz.

## Geschiedenis
De naam van de stad dook voor het eerst op in de 12e eeuw, toen Turan Sjah, de broer van Saladin, in Jemen arriveerde. In 1175 werd Ta'izz de hoofdstad van het rijk van de Ajjoebiden.
In 1516 werd Ta'izz onderdeel van het Ottomaanse Rijk. Tijdens de Eerste Wereldoorlog verloren de Ottomanen Ta'izz door het ingrijpen van het Verenigd Koninkrijk. Ta'izz werd een stad in het nieuwe, onafhankelijke Jemen.
In 1948 werd Ta'izz de bestuurlijke hoofdstad van het Mutawakkilitisch Koninkrijk Jemen. Tot aan dat jaar bleef Ta'izz binnen de originele stadsmuren. Daarna werd de stad flink uitgebreid met gebouwen buiten de stadsmuur. In 1962 verloor Ta'izz zijn status als hoofdstad.

## Economie
Het belangrijkste handelsproduct van Ta'izz is koffie, samen met qat en andere groenten. De stad heeft tevens een grote katoenindustrie en juweliers. Vandaag de dag is Ta'izz een groot industrieel centrum in Jemen.

## Onderwijs
De stad heeft een madrassa, die de status heeft van een universiteit.

## Geboren
- Tawakkul Karman (1979), politica en Nobelprijswinnares (2011)